# Sara Ahmed (halterófila)
Sara Samir Al-Sayid Mohamed Ahmed (Ismailía, 1 de enero de 1998) es una deportista egipcia que compite en halterofilia.
Participó en dos Juegos Olímpicos de Verano en los años 2016 y 2024, obteniendo dos medallas, bronce en Río de Janeiro 2016 y plata en París 2024.

## Palmarés internacional
| Juegos Olímpicos | Juegos Olímpicos        | Juegos Olímpicos  | Juegos Olímpicos |
| Año              | Lugar                   | Medalla           | Categoría        |
| ---------------- | ----------------------- | ----------------- | ---------------- |
| 2016             | Río de Janeiro (Brasil) | Medalla de bronce | 69 kg            |
| 2024             | París (Francia)         | Medalla de plata  | 81 kg            |